# Trillerzwergkauz
Der Trillerzwergkauz oder kurz Trillerkauz (Glaucidium castanopterum, Syn.: Taenioglaux castanopterum), auch Java-Sperlingskauz genannt, ist eine Vogelart aus der Familie der Eigentlichen Eulen (Strigidae).
Die Art kommt auf Bali und auf Java vor.
Ihr Verbreitungsgebiet umfasst subtropischen oder tropischen feuchten Tiefland Primär- oder Sekundärwald bis etwa 900 m Höhe.

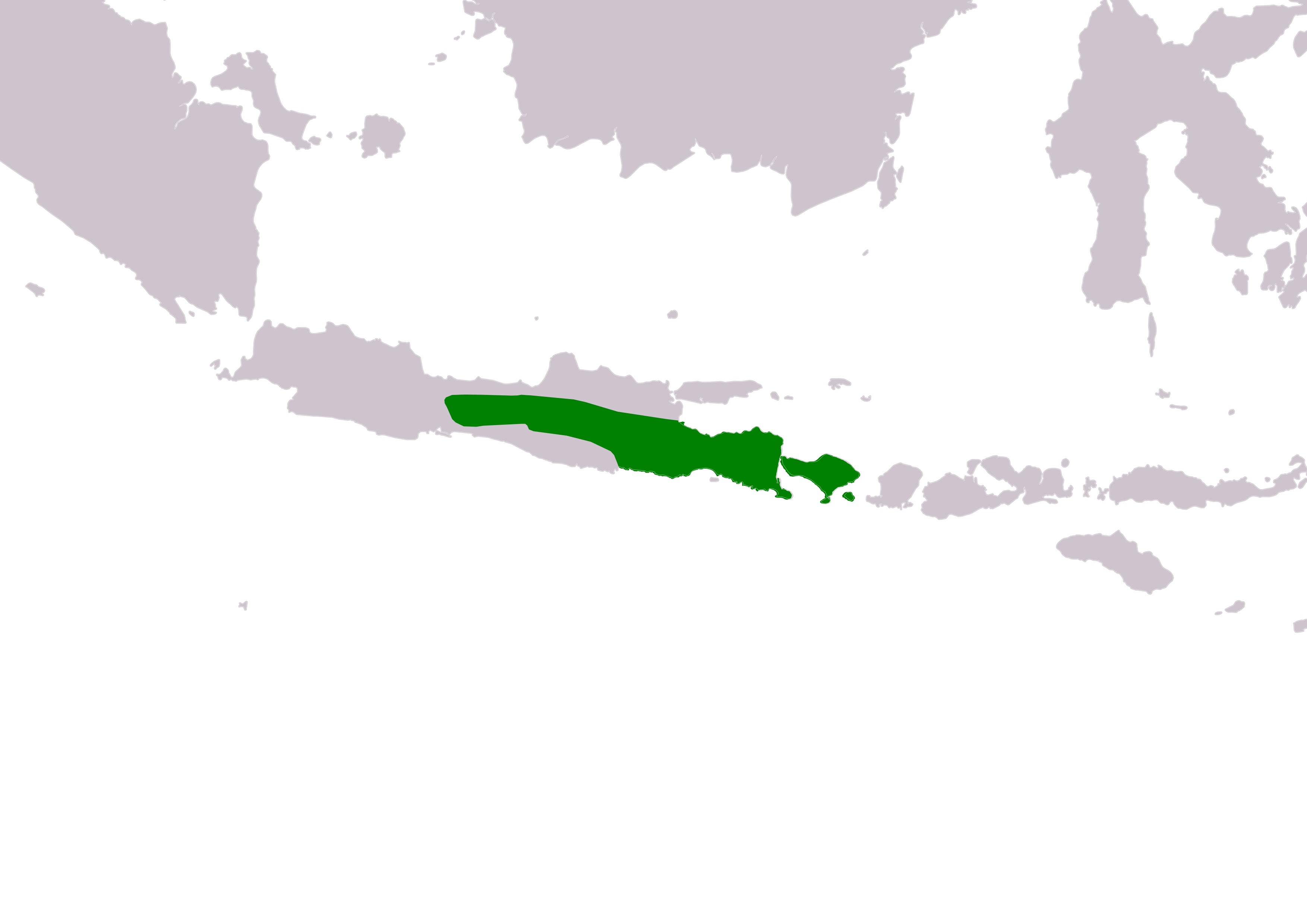
Verbreitung des Trillerzwergkauzes:
Ganzjähriges Vorkommen

## Beschreibung
Der Trillerzwergkauz ist 23 bis 25 cm groß. Das Gesicht ist farblich nicht abgesetzt mit rotbraunen und orange-gelben Bändern wie der gesamte Kopf, die „Augenbrauen“ sind weiß, die Iris und der Schnabel sind gelb. Es finden sich keine Augenflecken am Nacken. Die Unterseite ist weiß mit rotbraunen Längsstreifen.

## Stimme
Der Ruf des Männchens wird als Reihe kurzer Triller mit fallender Tonhöhe beschrieben.

## Lebensweise
Die Nahrung besteht aus Wirbellosen.
Die Brutzeit liegt zwischen Februar und April, soweit bekannt.

## Gefährdungssituation
Der Trillerzwergkauz gilt als nicht gefährdet (least concern).